# Fuerzas Armadas de Luxemburgo
Las Fuerzas Armadas de Luxemburgo (en luxemburgués: Lëtzebuerger Arméi; en francés: Armée luxembourgeoise) son la fuerza militar nacional de Luxemburgo. El ejército es totalmente voluntario desde 1967. En diciembre de 2018, cuenta con 939 efectivos.
El ejército está bajo control civil, con el gran duque como comandante en jefe. La ministra de Defensa, actualmente Yuriko Backes, supervisa las operaciones del ejército. El jefe profesional del ejército es el Jefe de Defensa, que responde ante el ministro y tiene rango de general.
Luxemburgo aporta personal militar a las misiones de mantenimiento de la paz de la ONU, la OTAN y la UE desde 1992. Es miembro del Eurocuerpo desde 1994.

## Historia

### Milicia (1817-1841)
El 8 de enero de 1817, Guillermo I, Gran Duque de Luxemburgo, publicó una ley constitucional que regulaba la organización de una milicia, cuyas principales disposiciones permanecerían en vigor hasta la abolición de la milicia en 1881. La ley fijaba los efectivos de la milicia en 3.000 hombres. Hasta 1840, los milicianos luxemburgueses servían en unidades del Ejército Real de los Países Bajos. Los alistados servían durante cinco años: el primer año consistía en el servicio activo, pero durante los cuatro años siguientes de servicio sólo se movilizaban tres veces al año.

### Contingente federal (1841-1867)
En 1839, Guillermo I se adhirió al Tratado de Londres por el que el Gran Ducado perdía sus territorios occidentales francófonos en favor de la provincia belga de Luxemburgo. Debido a que la población del país se redujo a la mitad, con la pérdida de 160.000 habitantes, la milicia perdió la mitad de sus efectivos. Según los términos del tratado, Luxemburgo y el recién creado Ducado de Limburgo, ambos miembros de la Confederación Germánica, debían aportar conjuntamente un contingente federal compuesto por un batallón de infantería ligera con guarnición en Echternach, un escuadrón de caballería en Diekirch y un destacamento de artillería en Ettelbruck. En 1846, las unidades de caballería y artillería se disolvieron y el contingente de Luxemburgo se separó del de Limburgo. El contingente de Luxemburgo se compone ahora de dos batallones de infantería ligera, uno en Echternach y el segundo en Diekirch; dos compañías de reserva y una compañía de depósito.
En 1866, la guerra austro-prusiana provocó la disolución de la Confederación Germánica. Luxemburgo fue declarado neutral a perpetuidad por el Tratado de Londres de 1867 y, en consecuencia, su fortaleza fue demolida en los años siguientes. En 1867, la guarnición prusiana abandonó la fortaleza, y los dos batallones de infantería ligera luxemburgueses entraron en la ciudad de Luxemburgo en septiembre.
En 1867 se estableció una nueva organización militar, compuesta por dos batallones, conocidos como Corps des Chasseurs Luxembourgeois, con una dotación total de 1.568 oficiales y hombres. En 1868, el contingente pasó a estar formado por un batallón de infantería ligera de cuatro compañías, con una dotación de 500 hombres. El 16 de febrero de 1881, el batallón de infantería ligera se disolvió con la abolición del sistema basado en la milicia.

### Gendarmes y Cuerpo de Voluntarios

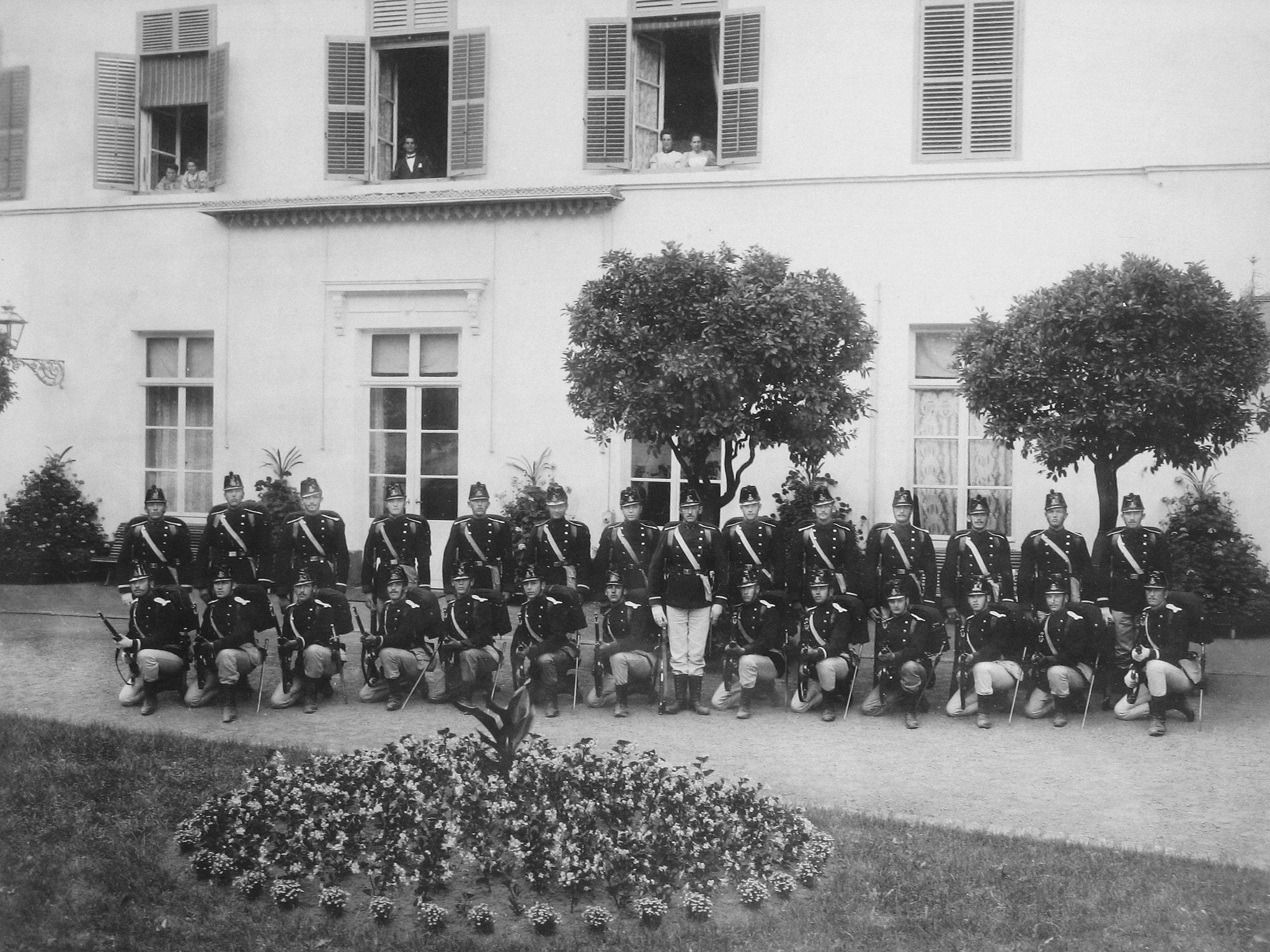
Soldados del Corps des Gendarmes et Volontaires posan para una fotografía, 1910

El 16 de febrero de 1881 se creó el Corps des Gendarmes et Volontaires (Cuerpo de Gendarmes y Voluntarios). Estaba compuesto por dos compañías, una de gendarmes y otra de voluntarios. En 1939, se creó un cuerpo de voluntarios auxiliares adscrito a la compañía de voluntarios. Tras la ocupación de Luxemburgo por Alemania en mayo de 1940, el reclutamiento para la compañía de voluntarios continuó hasta el 4 de diciembre de 1940, cuando fueron trasladados a Weimar, Alemania, para recibir formación como policía alemana.
En noviembre de 1918, Luxemburgo se enfrentó a dos pequeñas rebeliones comunistas en Ciudad de Luxemburgo y Esch-sur-Alzette. Ambas fueron rápidamente reprimidas por la policía. En diciembre de 1918, un grupo de soldados intenta amotinarse en el cuartel de la ciudad de Luxemburgo.
El 9 de enero de 1919, un grupo de diputados socialistas y liberales presenta una moción para convertir Luxemburgo en una república. Una multitud se congregó en el cuartel del Cuerpo de Voluntarios, cerca de la Cámara. Émile Servais, político de izquierdas, sale del hemiciclo, se dirige a la multitud y pide la república. La multitud irrumpió en el hemiciclo y los diputados llamaron al Cuerpo de Voluntarios, pero los soldados se negaron a dispersar a la multitud. Parte de los diputados huyen del hemiciclo. Los diputados restantes, en su mayoría de izquierdas, formaron el Comité de Seguridad Pública con Servais a la cabeza. El ejército francés, al mando del general de La Tour, no tarda en sofocar los disturbios.

### Batería de Luxemburgo

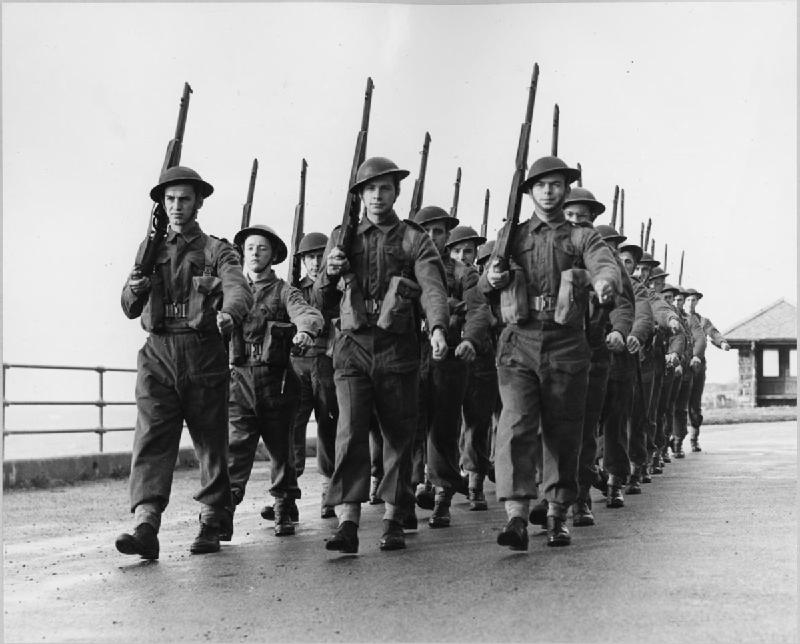
Tropas luxemburguesas entrenándose en una ciudad costera Inglesa en 1943

En 1944, durante la Segunda Guerra Mundial, el Gobierno luxemburgués, mientras estaba exiliado en Londres, llegó a acuerdos para que un grupo de setenta voluntarios luxemburgueses fuera destinado al Grupo de Artillería de la 1ª Brigada de Infantería belga, comúnmente conocida como Brigada Piron, siendo Jean-Baptiste Piron el jefe de esta unidad. Este contingente recibió el nombre de Batería de Luxemburgo. Inicialmente, fue constituida y entrenada por dos oficiales belgas. Más tarde, a partir de agosto de 1944, se les unieron oficiales luxemburgueses, que habían recibido formación en Gran Bretaña.
Varios suboficiales luxemburgueses y la mitad de la tropa del país habían combatido en el norte de África en la Legión Extranjera Francesa. El resto eran personas que habían escapado de Luxemburgo y jóvenes que eludían el reclutamiento forzoso en la Wehrmacht huyendo a Gran Bretaña. La unidad luxemburguesa desembarcó en Normandía el 6 de agosto de 1944 -aproximadamente al mismo tiempo que la Brigada Princesa Irene holandesa y la 2ª DB francesa ("division blindée") comandada por el general Leclerc- dos meses después del desembarco del Día D.
La Batería Luxemburgo estaba equipada con cuatro obuses Ordnance QF de 25 libras, que recibieron el nombre de las cuatro hijas de la Gran Duquesa Carlota: Princesas Isabel, Marie Adelaide, María Gabriela y Alicia.

### Fuerzas Armadas de Luxemburgo tras la liberación
El servicio militar obligatorio se introdujo en Luxemburgo por primera vez en noviembre de 1944.En 1945, el Corps de la Garde Grand Ducale (Cuerpo de la Guardia del Gran Ducado) se acuartela en el cuartel de Saint-Esprit, en la ciudad de Luxemburgo, y se crean los batallones de infantería 1º y 2º, uno en Walferdange y el otro en Dudelange. Las Fuerzas Armadas luxemburguesas se hicieron cargo de una parte de la zona de ocupación Francesa en Alemania, ocupando el 2º Batallón una parte del distrito de Bitburg y un destacamento del 1º Batallón una parte del distrito de Saarburg. El 2º Batallón permaneció en Bitburg hasta 1955.Los efectivos del ejército ascendieron a 2.150 hombres. Luxemburgo firmó el Tratado de Bruselas en marzo de 1948 y el Tratado del Atlántico Norte en 1949.
La creación de un ejército después de la guerra resultó más difícil de lo previsto. Hasta cierto punto, las autoridades podían confiar en los reclutas alemanes huidos y en los luxemburgueses que se habían alistado en los ejércitos aliados;sin embargo, tenían que encontrar la manera de formar oficiales. Al principio, los asesores militares británicos acudieron a Luxemburgo, donde la formación corrió a cargo de oficiales y suboficiales británicos. Pero la formación de oficiales, a largo plazo, tendría que hacerse en escuelas militares del extranjero. Bélgica y Francia se mostraron interesadas en ayudar y ofrecieron soluciones. Al final, el gobierno optó por una solución de compromiso, enviando a algunos cadetes oficiales a la École spéciale militaire de Saint-Cyr en Francia y a otros a la Real Academia Militar de Bélgica. Esto acabó provocando la desunión del cuerpo de oficiales luxemburgueses debido a diferencias en la formación y la promoción.
En 1951, la Guardia del Gran Ducado se traslada a Walferdange y se integra en el Commandement des Troupes. La Guardia disponía de unidades especiales de reconocimiento, reconocimiento radiactivo y guerra antiaérea. A partir de 1955, se organizó en una compañía de cuartel general, un pelotón de guarnición, una compañía de reconocimiento y dos compañías de instrucción. En 1959, se disolvió el Commandement des Troupes y la Guardia Gran Ducal se integró en el Commandement du Territoire (Comandancia del Territorio). La fuerza se redujo a una sola compañía, una escuela de formación de cabos y un pelotón de armas. En 1960, la Guardia Gran Ducal se reorganizó de nuevo en cuatro pelotones, agrupados temporalmente en destacamentos de intervención y refuerzo. En 1964, la Guardia Gran Ducal se organizó en un Cuartel General, tres pelotones, un pelotón de refuerzo y la escuela de suboficiales. El 28 de febrero de 1966, la Guardia Gran Ducal se disolvió oficialmente.

### Guerra de Corea

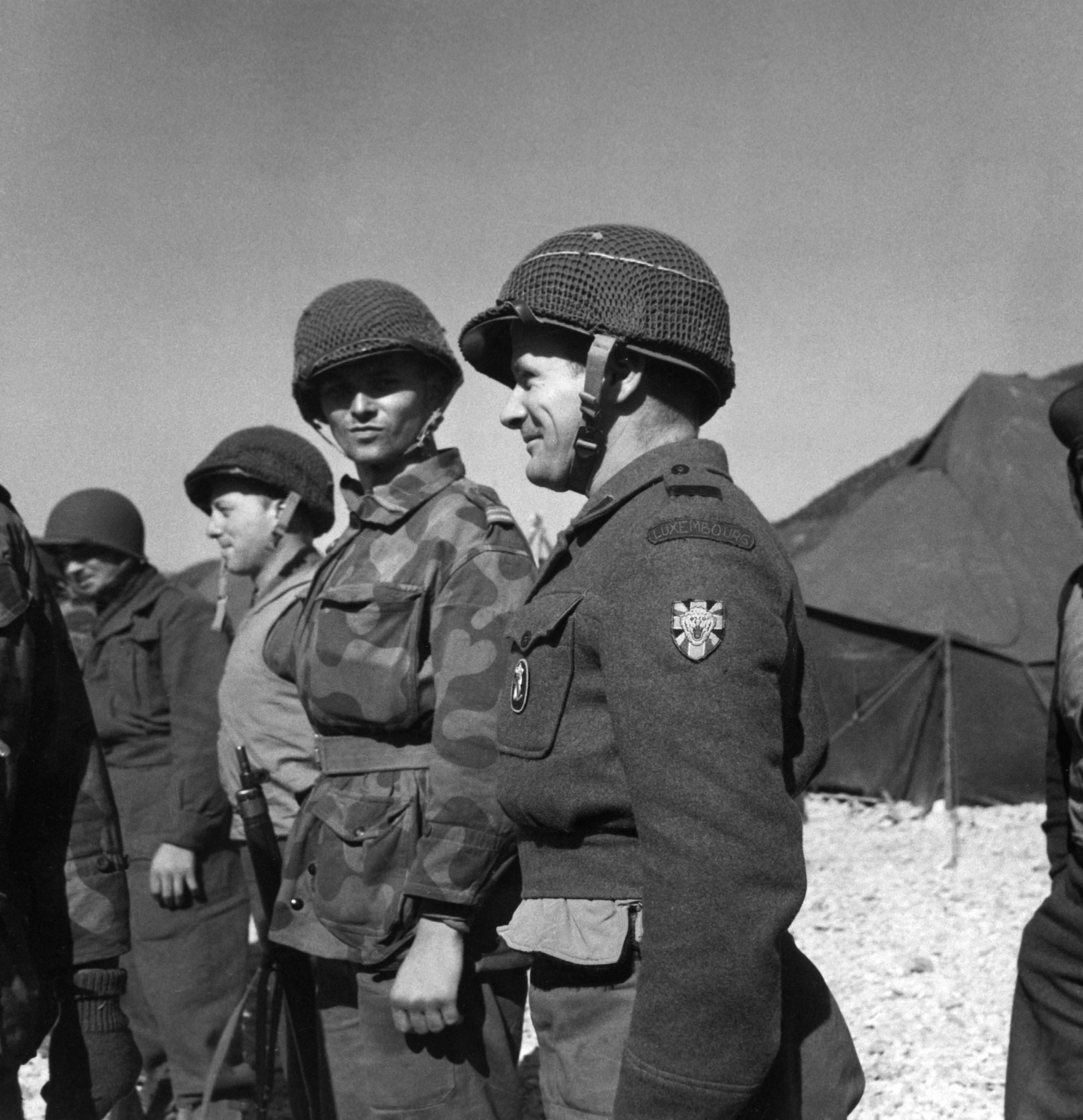
Un soldado luxemburgués en Corea, 1953

En 1950, diecisiete países, entre ellos Luxemburgo, decidieron enviar fuerzas armadas para ayudar a la República de Corea. El contingente luxemburgués se incorporó al Mando Belgo-Luxemburgués de las Naciones Unidas o Cuerpo de Voluntarios de Corea. El batallón belgo-luxemburgués llegó a Corea en 1951 y fue agregado a la 3ª División de Infantería estadounidense. Dos soldados luxemburgueses murieron y 17 resultaron heridos en la guerra. El batallón Belgo-Luxemburgués se disolvió en 1955.

### Groupement Tactique Régimentairey Mando Interno
En 1954 se creó el Groupement Tactique Régimentaire (GTR) (Grupo Táctico Regimental) como contribución de Luxemburgo a la OTAN. Constaba de tres batallones de infantería, un batallón de artillería y compañías de apoyo, médicas, de transporte, de señales, de ingenieros, de mortero pesado, de reconocimiento y de cuartel general. En 1954, sus efectivos ascendían a 5.200 hombres. El GTR se disolvió en 1959.
Además del GTR, el Ejército también incluía el Mando Territorial, compuesto por cuarteles generales, policía militar, compañías de movimiento y transporte, un batallón de guardia estática y un batallón móvil. En 1954 contaba con unos 2.500 hombres. En esa misma fecha, alrededor del 2,45% de la población del país prestaba servicio militar.

### 1er Batallón de Artillería
En 1961, el 1er Batallón de Artillería se puso a disposición de la OTAN. El batallón se organizó en tres baterías, cada una con seis obuses de campaña de 105 milímetros (cañones británicos de 25 libras convertidos a calibre 105 mm) procedentes del antiguo batallón de artillería GTR, una batería del Cuartel General y una batería de servicio. En 1963, el batallón fue agregado a la 8ª División de Infantería Estadounidense. En 1966, la Guardia del Gran Ducado fue disuelta y sus tareas fueron transferidas y realizadas por el 1er Batallón de Artillería hasta que también fue disuelto, en 1967.

### 1er Batallón de Infantería
El servicio militar obligatorio se suprimió en 1967, fecha en la que unos 34.700 hombres habían prestado servicio en algún momento en el Ejército de Luxemburgo. En el marco de una importante reorganización del ejército, se creó el 1er Batallón de Infantería, compuesto por un cuartel general y una unidad de servicios, dos compañías de infantería motorizada y una compañía de reconocimiento con dos pelotones de reconocimiento (recce) y un pelotón antitanque.A partir de 1968 formó parte de la Fuerza Móvil ACE (Terrestre) de la OTAN (AMF(L)). En 1985, una compañía reforzada -compuesta por una Compañía AMF con dos pelotones de reconocimiento y un pelotón antitanque, un equipo de control aéreo avanzado, un elemento nacional de apoyo logístico y un elemento de apoyo médico- sustituyó al batallón. En 2002 se disolvió la AMF(L).

### Operaciones internacionales recientes
Luxemburgo empezó a apoyar financieramente las misiones internacionales de mantenimiento de la paz en 1991, citando la Guerra del Golfo Pérsico, Ruanda y en Albania. Luxemburgo despliega personal militar para misiones de mantenimiento de la paz desde 1992.
Luxemburgo ha contribuido con tropas a la UNPROFOR desde abril de 1992 hasta agosto de 1993, desplegando en total 40 militares en un batallón belga. En 1996, Luxemburgo contribuyó a las misiones de la IFOR en la antigua Yugoslavia en una compañía multinacional de transporte. A continuación, participó con un pequeño contingente en la misión SFOR de la OTAN en Bosnia-Herzegovina, completando 9 rotaciones de personal. Las Fuerzas Armadas de Luxemburgo se integraron en la Fuerza Multinacional Beluga bajo mando belga.
Luxemburgo ha contribuido durante 18 años en la KFOR de la OTAN, con un total de 1200 militares. Luxemburgo desplegó un pelotón de reconocimiento primero de 2000 a 2006 bajo mando belga y de 2007 a 2011 bajo un destacamento francés. De 2011 a 2017 Luxemburgo estuvo subordinado al cuartel general en Pristina, colaborando con una compañía de reconocimiento austriaca.
Junto con Bélgica, Luxemburgo aportó personal militar a la FINUL en Líbano de 2006 a 2014.
A lo largo de 35 rotaciones, las tropas luxemburguesas han estado desplegadas en Afganistán desde 2003 hasta 2014 para apoyar a la ISAF en Kabul y Kandahar. El ejército también ha participado en misiones de ayuda humanitaria, como la creación de campos de refugiados para kurdos y el suministro de material de emergencia a Albania. Además, Luxemburgo participó en la RSM en Mazar-i-Sharif de 2015 a 2021 y prestó apoyo a la evacuación durante la ofensiva talibán de agosto de 2021 en Kabul.
Las Fuerzas Armadas de Luxemburgo también han estado activas en África, apoyando la Misión de Reforma de la Seguridad de la UE en la República Democrática del Congo (EUSEC RDC), la Operación Militar de la UE en Chad Oriental y el Noreste de la República Centroafricana (EUFOR Chad/CAR), siguiendo con la MINURCAT. De 2013 a 2022, Luxemburgo prestó apoyo a la EUTM en Mali.
Luxemburgo también participa activamente en el eFP de la OTAN, aportando apoyo logístico y de transmisión por satélite en Lituania desde 2017.

## Organización de las Fuerzas Armadas de Luxemburgo

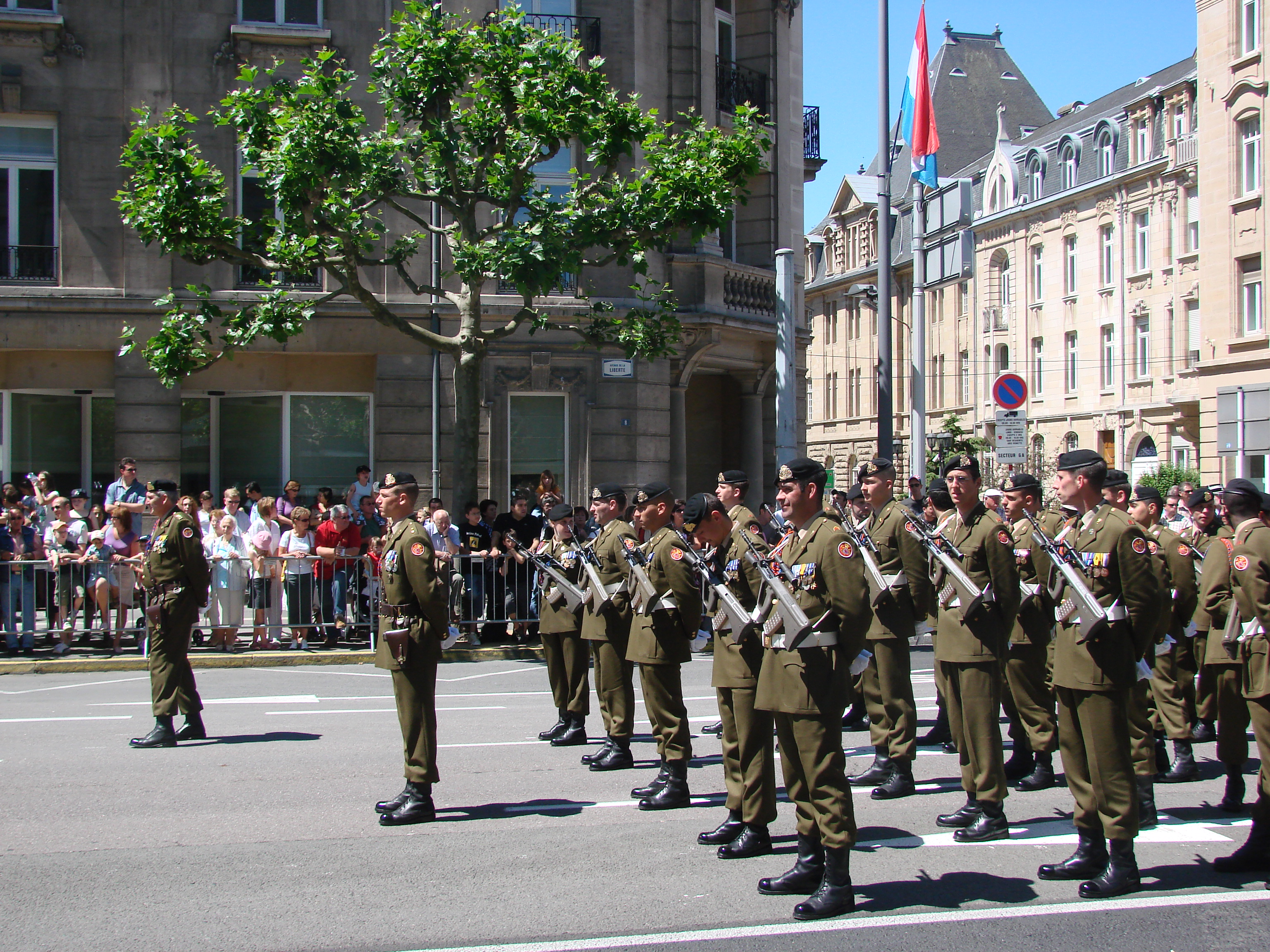
Soldados luxemburgueses durante la Fiesta Nacional

El ejército está bajo control civil, con el Gran Duque como Comandante en Jefe. El Ministro de Defensa supervisa las operaciones del ejército. El jefe profesional del ejército es el Jefe de Defensa, actualmente Steve Thull, que responde ante el ministro. El Gran Duque y el Jefe de Defensa son los únicos generales, con coroneles como Jefe Adjunto de Defensa y jefe del Centro de Instrucción Militar.
Hasta 1999, el ejército estaba integrado en la Force Publique (Fuerza Pública), que incluía la Gendarmería y la Policía, hasta que la Gendarmería se fusionó con la Policía del Gran Ducado bajo un ministro diferente en 2000. El ejército es voluntario desde 1967. Cuenta con una dotación de unos 900 soldados profesionales y 200 civiles, con un presupuesto total de aproximadamente 389 millones de dólares, es decir, el 0,57% del PIB en 2021.
El Ejército de Luxemburgo es una formación del tamaño de un batallón con cuatro compagnies (compañías) separadas bajo el control del Centre Militaire (Centro Militar), situado en el cuartel Caserne Grand-Duc Jean, en la colina de Herrenberg, cerca de la ciudad de Diekirch. Luxemburgo carece de marina, ya que el país no tiene salida al mar. Dispone de fuerza aérea desde 2021 y de aviones.

### CompagnieA
La Compagnie A, primera de las dos compañías de fusiles que forman el contingente luxemburgués del Eurocuerpo, se integra normalmente en la contribución belga durante las operaciones. Como tal, participa en la contribución del Eurocuerpo a la Fuerza de Respuesta de la OTAN (compañía completa) y a las Agrupaciones Tácticas de la UE (un pelotón). La compañía consta de un elemento de mando y tres pelotones de reconocimiento de cuatro secciones cada uno, más una sección de mando. Cada sección está equipada con dos vehículos blindados M1114 HMMWV, cada uno de ellos armado con una ametralladora M2 Browning del calibre .50. La sección de mando dispone de un camión MAN X40 además de su par de HMMWV.

### CompagnieB
La Compagnie B, actualmente conocida como Servicio de Reconversión, es la unidad educativa del Ejército, que ofrece diversos cursos educativos para que el personal se prepare para el ascenso. El 19 de mayo de 2011, la Compañía B fue rebautizada como Servicio de Reconversión con la misión de preparar a los soldados voluntarios para el regreso a la vida civil. El servicio incluye la L'Ecole de l'Armee (Escuela del Ejército). Para asistir a esta escuela un soldado debe tener al menos dieciocho meses de servicio. La escuela se divide en dos secciones:
- Nivel B - está abierto a todos los soldados al final de sus primeros dieciocho meses de servicio. Los soldados siguen dos periodos de seis meses de enseñanza en asignaturas generales y militares antes de presentarse a los exámenes. Si obtienen un 75% de aprobados, pueden pasar al siguiente nivel.

- Nivel A - está abierto a los soldados que hayan obtenido los aprobados requeridos en el Nivel B, o que hayan obtenido el equivalente en la vida civil antes de su alistamiento. Los soldados cursan durante seis meses las mismas asignaturas que en el nivel B, pero durante más tiempo cada semana.

### CompagnieC
La Compagnie C, más conocida como Compagnie Commandement et Instruction (Compañía de Estado Mayor e Instrucción), es la principal unidad de formación militar de las Fuerzas Armadas luxemburguesas, con instrucción impartida en:
- Soldado de base

- Conducción

- Entrenamiento físico

Esta compañía también es responsable de la Sección Deportiva de Elite del ejército, reservada a los deportistas del Ejército. Tras su formación básica, estos soldados se incorporan a la Section de Sports d'Elite de l'Armée (SSEA).

### CompagnieD
La Compagnie D es la segunda compañía de fusileros - proporcionó la contribución de Luxemburgo a la Fuerza Móvil (Terrestre) ACE de la OTAN (disuelta en 2002) como Compañía de Reconocimiento de Luxemburgo. La participación de Luxemburgo en diversas misiones de la ONU, la UE y la OTAN procede de la Compagnie D, cuya organización es similar a la de la Compagnie A, con un elemento de mando y tres pelotones de reconocimiento.

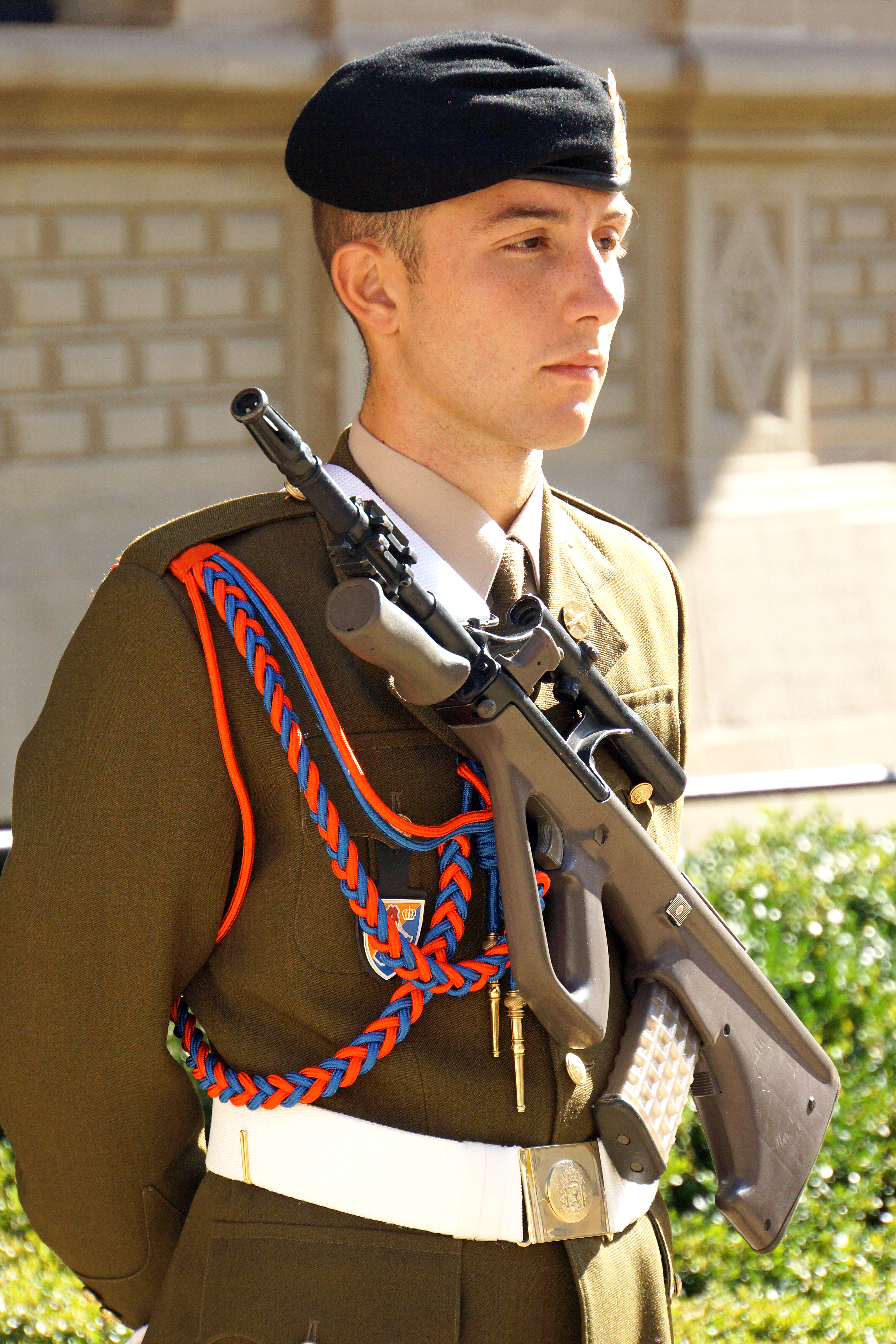
Un guardia delante del Palacio del Gran Ducado portando el AUG A1

## Ala Aérea de Luxemburgo
Luxemburgo cuenta con una pequeña ala aérea. Todos los aviones AWACS de la OTAN están registrados a nombre de la LAF y lucen el emblema de las Fuerzas Armadas de Luxemburgo.

### Aviones

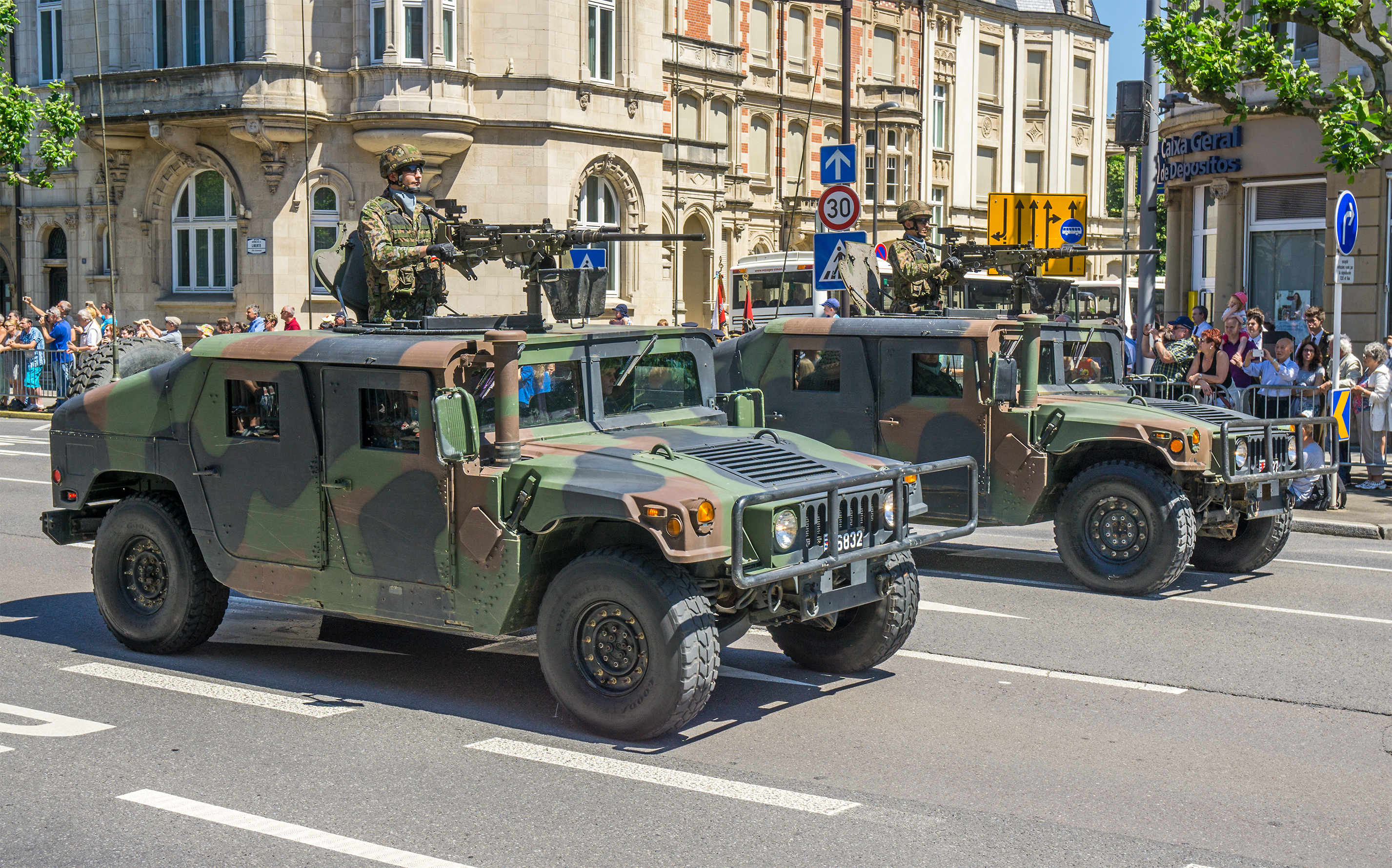
Tropas del ejército luxemburgués utilizan un Humvee como vehículo militar, con una ametralladora pesada .50 BMG.

| Aviones                 | Origen                      | Tipo            | Variante   | En servicio | Notas                                            |
| Transporte              | Transporte                  | Transporte      | Transporte | Transporte  | Transporte                                       |
| ----------------------- | --------------------------- | --------------- | ---------- | ----------- | ------------------------------------------------ |
| Airbus A400M Atlas      | Francia / España / Alemania | Transporte      |            | 1           | operado por la 15ª Ala de Transporte Aéreo belga |
| Helicóptero             |                             |                 |            |             |                                                  |
| Airbus Helicopters H145 | Alemania                    | utilidad ligera | H145M      | 2           |                                                  |

### Aviones retirados
Las aeronaves operadas anteriormente fueron 3 Piper PA-18 Super Cub de 1952 a 1968.

## Uniforme

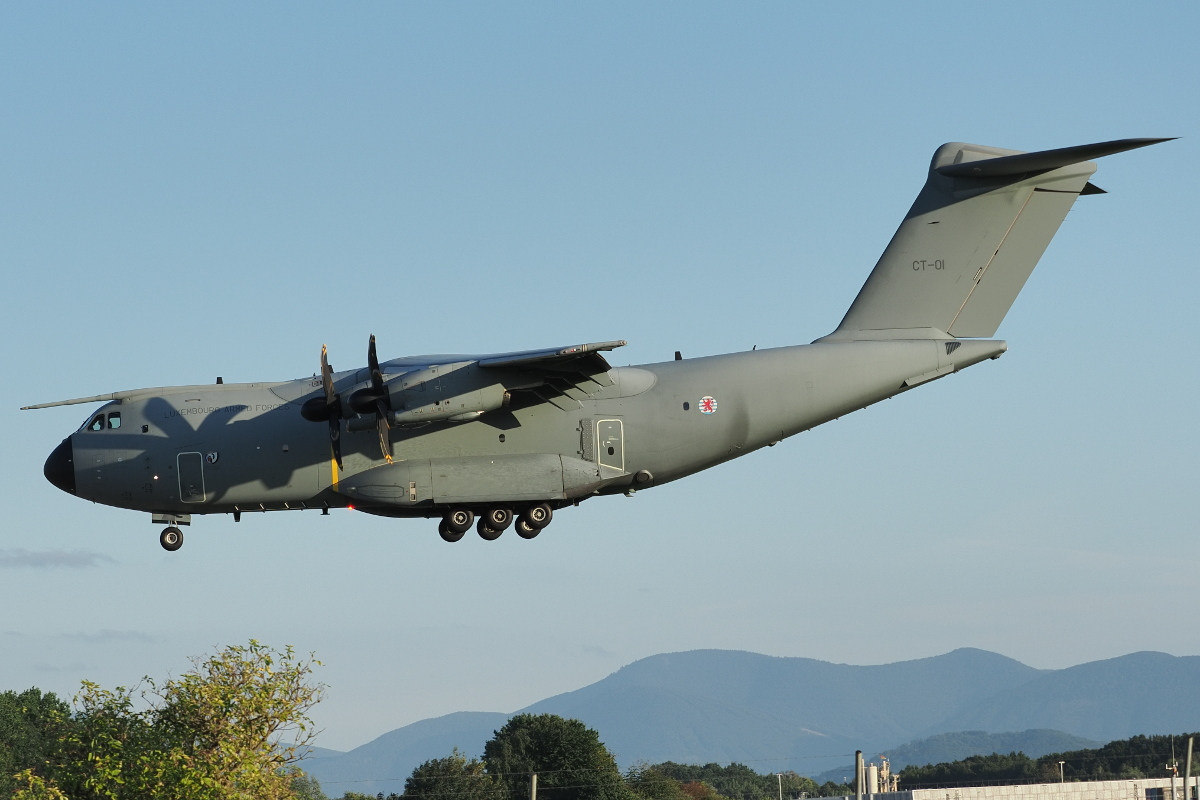
Airbus A400M CT-01 en servicio con Luxemburgo

Los uniformes militares luxemburgueses consisten en uniformes de gala, de servicio (o guarnición) y de campaña, que a menudo se llevan con una boina negra. Los uniformes de gala se utilizan sobre todo en ocasiones formales, mientras que los uniformes de servicio se utilizan para el servicio diario. El uniforme de las Fuerzas Armadas de Luxemburgo se compone de un uniforme de servicio y un uniforme de campaña para el verano y el invierno, así como un uniforme de gala y una casaca para los oficiales. El uniforme de servicio de invierno, de lana verde oliva, consiste en un abrigo de botonadura sencilla con bolsillos de parche con solapas, una camisa y corbata de color caqui, y pantalones que normalmente no tienen puños. El uniforme de verano es similar, pero de color canela claro.
Los uniformes de combate utilizan un patrón de camuflaje templado o desértico. Estos patrones se adoptaron en 2010-11 para sustituir al patrón estadounidense Woodland utilizado desde 1985.

## Grados

### Oficiales

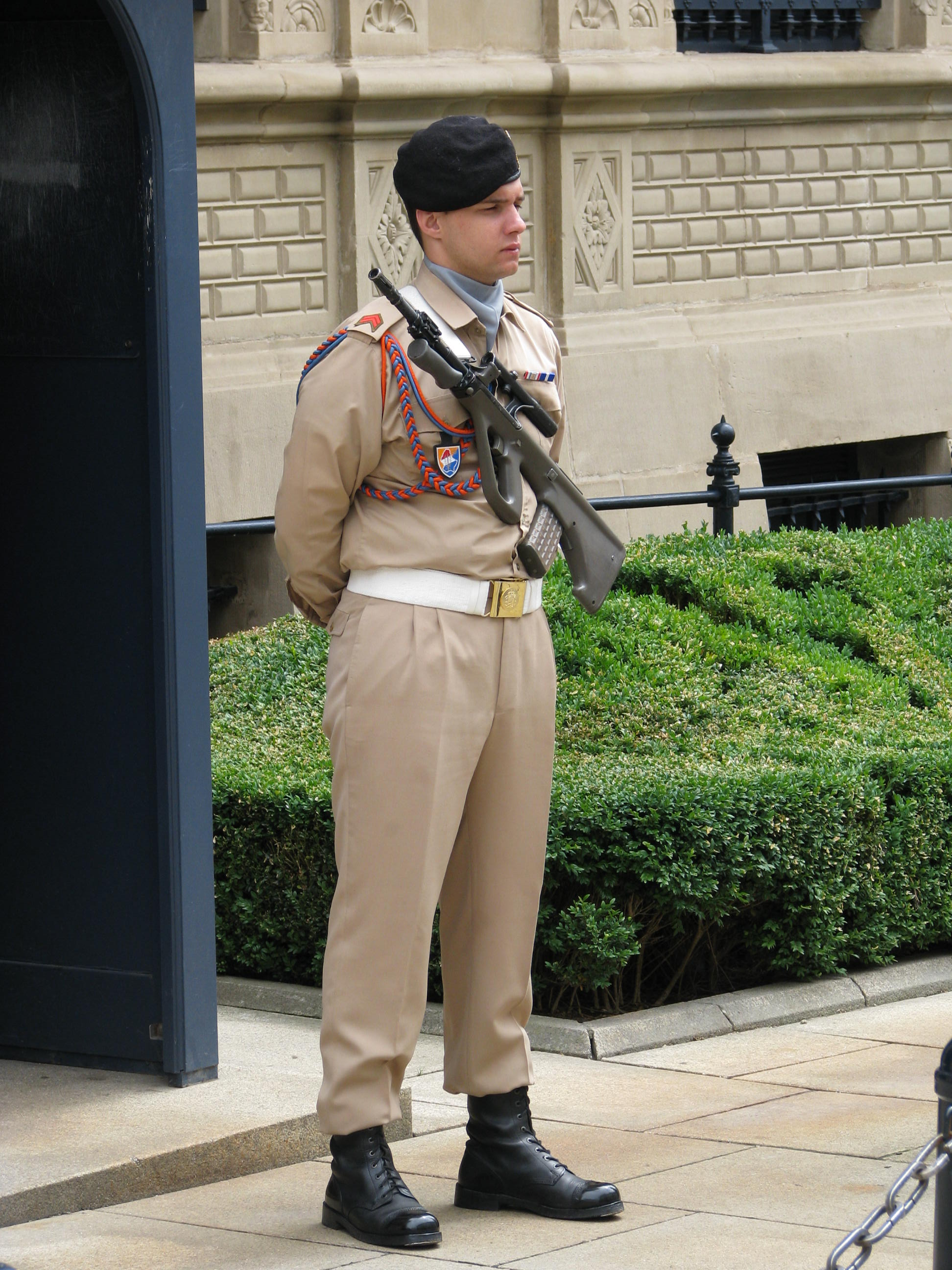
Guardia frente al Palacio Gran Ducal en 2009

Los que han terminado el bachillerato acceden a una formación básica especial de trece semanas en el Ejército como suboficiales, después asisten a la escuela de oficiales militares durante cinco años (normalmente en Bruselas, Bélgica), antes de convertirse en teniente de las Fuerzas Armadas de Luxemburgo.
Los aspirantes a oficiales son enviados a la École Royale Militaire belga, en Bruselas, o a la École Spéciale Militaire de Saint-Cyr, en Francia. Tras los dos primeros años en estas escuelas, los oficiales cadetes reciben el título de teniente.
Tras abandonar la academia militar, los aspirantes a oficiales se convierten en oficiales en prácticas durante un periodo de veinticuatro meses. El periodo de prueba consiste en una formación militar especializada en una escuela en el extranjero y un servicio práctico en una de las unidades del Ejército. Si superan con éxito este periodo de prueba, su nombramiento como tenientes se convierte en permanente.

### Suboficiales
Los que hayan completado cinco años de bachillerato y hayan prestado cuatro meses de servicio como soldados voluntarios, realizarán un stage de nueve meses en el Departamento de Formación de Infantería del Ejército belga en Arlon, antes de convertirse en sargentos de las Fuerzas Armadas de Luxemburgo.

### Cabos de carrera
Los que no hayan terminado los cinco años de bachillerato pueden, tras tres años de servicio, convertirse en cabos de carrera en las Fuerzas Armadas de Luxemburgo, si superan las pruebas físicas y mentales. También tienen que superar una parte de la Escuela de Suboficiales de Bélgica.